# Packard Station Sedan
La Station Sedan è un'autovettura costruita dalla Packard dal 1948 al 1950. Fu commercializzata solo in versione familiare.

## Contesto
La Packard progettò questo modello pensando ad un veicolo che avesse le caratteristiche generali delle familiari, ma senza investire le risorse economiche necessarie per sviluppare completamente il progetto. Per questo motivo la Station Sedan fu definita una “pseudo-familiare”.
Per le parti esterne della Station Sedan si usò una combinazione di materiali. Venne infatti installata una scocca in acciaio insieme a dei pannelli strutturali in legno. Con l'uso di quest'ultimo materiale, la vettura assomigliava alle altre auto familiari commercializzate all'epoca negli Stati Uniti, che erano caratterizzate dall'uso del legno nella fabbricazione di molti componenti. A differenza però delle vetture concorrenti, che possedevano degli abitacoli di legno montati sul telaio del veicolo, la Station Sedan aveva installato il controtelaio e le portiere in acciaio, su cui poi venivano montati i pannelli di legno. L'unica porta interamente costruita di quest'ultimo materiale era il portellone del bagagliaio.
La Station Sedan ebbe uno scarso successo, e la motivazione di questo andava ricercata nel fatto che non era una vera familiare, ma neppure una berlina.